# Blackdoor Miracle
Blackdoor Miracle er det femte studiealbum fra det norske black metal-band Ragnarok. Det blev udgivet 26. marts 2004, og er det eneste Ragnarok-album med vokalisten Ulvhedin Hoest, bedre kendt som frontmand for bandet Taake.

## Spor
1. "Preludium" – 01:54
2. "Heir Of Darkness" – 04:26
3. "Recreation Of The Angel" – 06:18
4. "Rites Of Geburah" – 04:30
5. "Blackdoor Miracle" – 04:43
6. "Murder" – 05:17
7. "Kneel" – 04:06
8. "Bless Thee For Granting Me Pain" – 04:14
9. "Journey From Life" – 06:45

### Bonusspor på lp og amerikansk udgivelse
1. "It's War" (geindspilning) – 07:16